# Hình hiệu thú

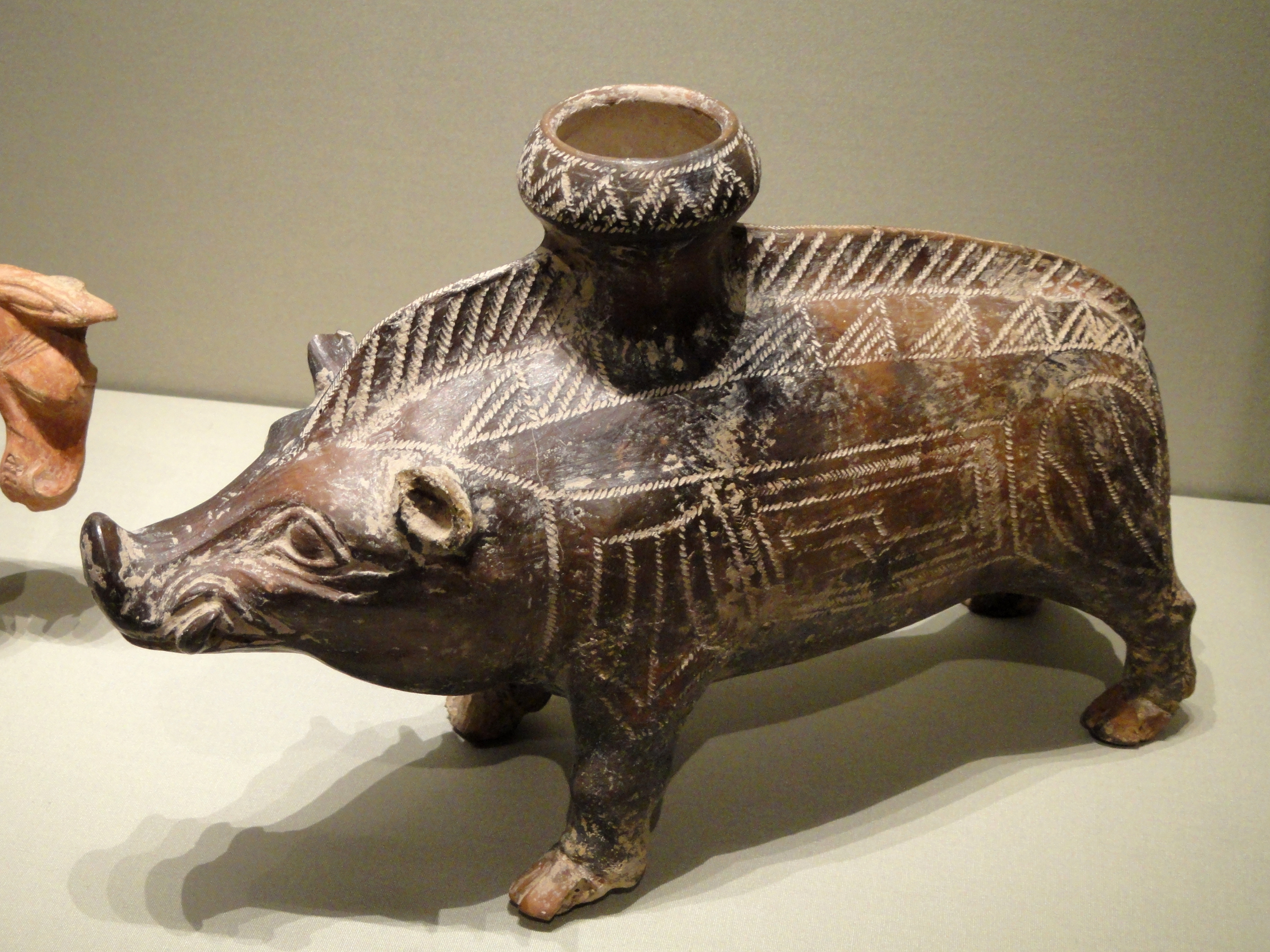
Đồ vật chạm khắc hình lợn rừng

Hình hiệu thú (Zoomorphism) là các hình ảnh, họa tiết, hoa văn, đường nét, chạm khắc có thể mô tả cách điệu nghệ thuật tưởng tượng của con người về một chủ đề là hình dáng, kiểu dáng của một động vật không phải con người trong bối cảnh nghệ thuật. Nó cũng có thể được định nghĩa là nghệ thuật miêu tả, khắc họa một loài động vật giống như một loài động vật khác hoặc nghệ thuật sử dụng động vật làm họa tiết thị giác, đôi khi được gọi là "phong cách động vật".
Thuật ngữ hình hiệu thú/họa tiết thú (Zoomorphism) bắt nguồn từ tiếng Hy Lạp cổ là ζωον (zōon) có nghĩa là "động vật"/muôn thú, và μορφη (morphē) có nghĩa là "hình dạng" hoặc "hình thức", có nghĩa là "hình dạng thú" hay "hình hài thú". Những biểu hiện sớm nhất có thể thấy trong tôn giáo Ai Cập cổ đại, các vị thần Ai Cập thường được miêu tả dưới dạng động vật (hình hài thú, lốt thú), đây là một ví dụ về sự cách điệu, mô phỏng nhân dạng hình thú không chỉ trong nghệ thuật mà còn trong bối cảnh tôn giáo.

## Khái yếu

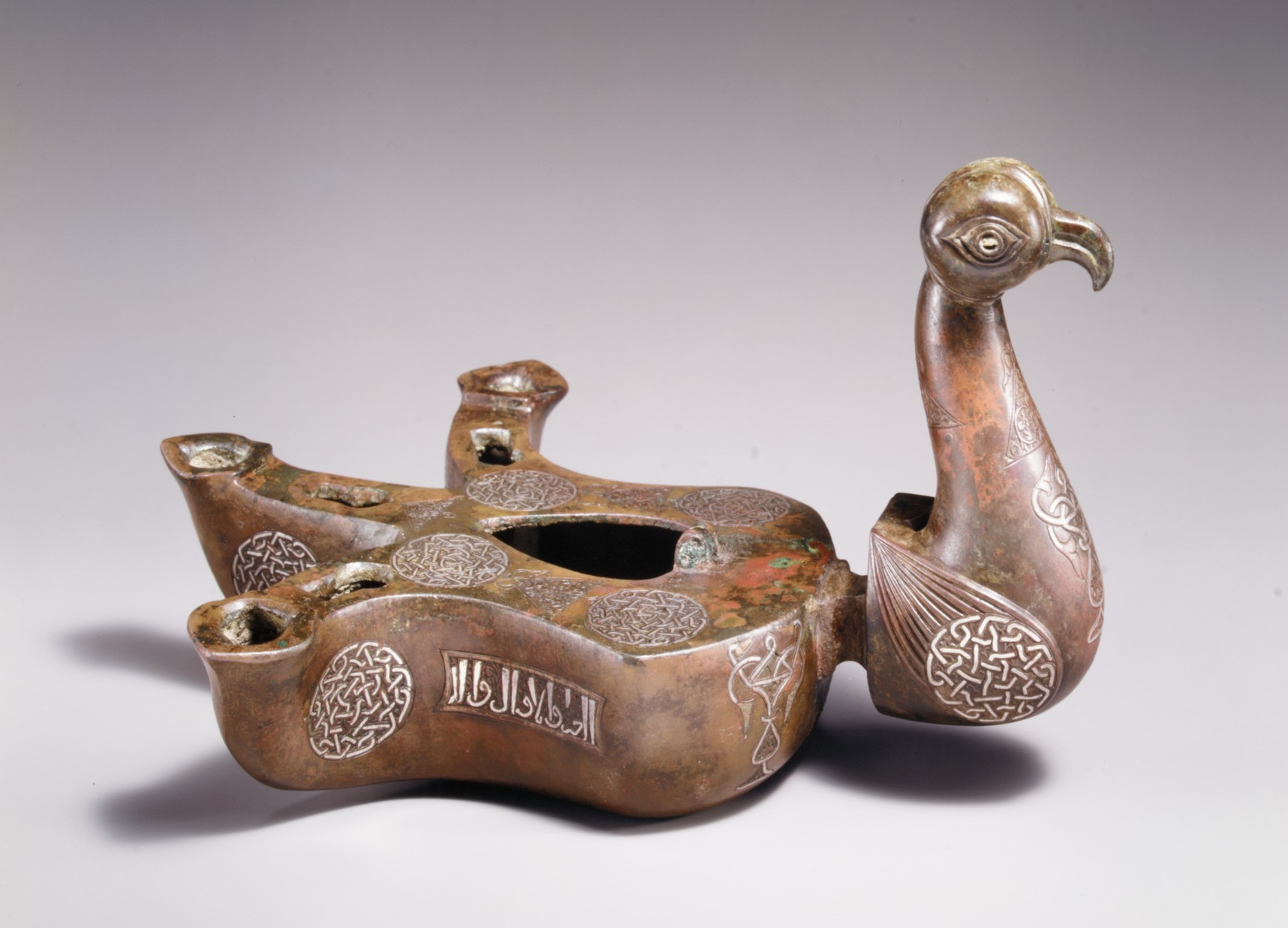
Một đồ vật có kiểu dáng con chim

Hình dáng thú hay họa tiết động vật đôi khi cũng tương tự như thuật ngữ thú hóa (Therianthropy) là khả năng biến hình, chuyển dạng thành dạng động vật trong lốt thú ngoại trừ khả năng hình dạng thú được áp dụng cho một đối tượng vật chất. Hình hiệu thú hay họa tiết thú có nghĩa là gán các dạng động vật hoặc đặc điểm động vật cho động vật khác, hoặc những thứ khác với hình dáng động vật (hình hài thú), tương tự nhưng rộng hơn là phép nhân hóa.
Trái ngược với thuyết nhân hình (nhân hóa), xem hành vi của động vật hoặc không phải động vật theo ngữ nghĩa của con người, thì hình hiệu thú là xu hướng xem hành vi của con người dưới dạng hành vi của động vật. Nó cũng được sử dụng trong văn học để miêu tả hành động của con người hoặc đồ vật có hành vi hoặc tính năng động vật hoặc tính chất động vật, thú tính. Việc sử dụng hình hiệu thú được dùng như một yếu tố trang trí cho các đối tượng thường có hình dạng và thiết kế họa tiết, hoa văn khá đơn giản. 

## Hồi giáo

Chữ tượng hình nghệ thuật Ả rập vẽ nên những nét hình dáng con hổ

Nghệ thuật Hồi giáo cho thấy vô số ví dụ về hình hiệu thú trong các đối tượng nghệ thuật và vì những đối tượng này đến từ di sản Hồi giáo, chúng thường bị loại bỏ khỏi bối cảnh tôn giáo do truyền thống mang tính biểu tượng là không mô tả các nhân vật tôn giáo, người hoặc động vật. Do đó, hầu hết các biểu tượng tượng trưng động vật (động vật biểu trưng) trong nghệ thuật Hồi giáo đều đến từ các đồ vật thế tục. Phong cách mô phỏng hình hiệu thú cho phép các nghệ sĩ cách điệu các hình dạng và thiết kế theo phong cách đậm dấu ấn nghệ thuật dạng động vật, một truyền thống đã có mặt từ thế kỷ thứ VII sau khi Hồi giáo truyền bá ra ngoài bán đảo Ả Rập.
Một ví dụ về vật thể có hình hiệu thú là chiếc lư hương của Amir Saif al-Dunya wa'l-Din ibn Muhammad al-Mawardi, ngày nay được đặt tại Bảo tàng Metropolitan ở New York. Cái lư hương của Amir Saif al-Dunya wa'l-Din ibn Muhammad al-Mawardi này có niên đại 577 Sau Cong nguyên, khoảng năm 1181–82, được tạo tác dưới bàn tay của Ja`far ibn Muhammad ibn `Ali, nó được làm bằng đồng. Vật thể đặc biệt tuyệt tác này có từ thời Seljuq ở Iran.
Lư hương là đồ vật phổ biến cho việc trổ họa các dạng thú, dùng như một vật chứa chất thơm (trầm, dầu thơm) được đốt lên xông cho cả căn phòng bừng lên một mùi hương nồng nàn. Nó được làm bằng đồng, có nghĩa là nó là một vật đắt tiền hơn vì lư hương làm bằng kim loại tốn nhiều tiền hơn để sản xuất và ít phổ biến hơn các sản phẩm khác làm bằng đất sét hoặc đá mềm. Tác phẩm nhằm miêu tả về một con sư tử hoặc một con mèo lớn. Người nghệ nhân tạo rác ra nó như chơi đùa với các yếu tố giải phẫu cơ thể thú để sáng tác ra các đường nét cách điệu phù hợp với việc sử dụng để đốt hương, xung quanh gốc cổ có thiết kế khu vực đầu khoét để cắm than và nhang. Khắp thân máy được đục những lỗ nhỏ để thoát khói. Vật thể này sẽ được tìm thấy trong không gian trong nhà do hình ảnh giống như dạng thú.
Một ví dụ khác về hình hiệu thú trong nghệ thuật Hồi giáo là chiếc đèn dầu hình con chim, được đặt tại Bảo tàng Nghệ thuật Metropolitan ở New York. Đèn dầu hình con chim có niên đại cuối thế kỷ 12 đầu thế kỷ 13 làm bằng đồng được đúc, khắc, dát bạc tinh xảo. Đèn dầu cũng đã được sử dụng như một vật dụng hàng ngày trong không gian gia đình kiểu Hồi giáo. Tay cầm của đèn được trổ khắc hình đầu và cổ của con chim. Phần thân có dạng chân đèn, nơi có thể đổ dầu vào trong khe hở nhỏ. Nghệ sĩ sử dụng hình dạng của con chim để tận dụng đèn để treo đèn lên khi không đốt nữa. Đèn có một cái lỗ khóa ở hai bên thân để treo đèn bằng dây xích và đế phẳng cho phép đặt đèn trên bất kỳ bề mặt nền nhẵn nào. Những điểm tương đồng giữa lư hương và đèn thắp chứng tỏ cách mà hình hiệu thú đã được sử dụng trong văn hóa Hồi giáo.
Nghệ thuật hình hiệu thú còn xuất hiện trên các đối tượng ngoài các vật dụng trong nhà. Một ví dụ về điều này là con dao găm mà cái cán có chạm khắc hình dạng thú đặt tại Bảo tàng Nghệ thuật Metropolitan ở New York, con dao này có niên đại vào nửa sau thế kỷ 16, cán làm bằng đồng; đúc, mạ vàng và dát bằng hồng ngọc, lưỡi dao bằng thép rèn Cán hoặc chuôi dao găm hợp thành hình một con rồng đang tấn công một con sư tử đang thực hiện hành động tương tự với một con nai. Mỗi con vật tấn công được nối với nhau bằng vuốt và nanh để tạo thành tay cầm. Việc đưa các biểu tượng quyền lực của người Ba Tư và Ấn Độ vào trong hình hiệu thú trên những con dao găm để thể hiện uy thế vương giả. Trong cách thiết kế điêu khắc con dao găm này có hình một con chim ở phía trước con nai, là đối tượng được dùng để đại diện cho thần Garuda của Ấn Độ. Do thiết kế tinh xảo và sự khéo léo của con dao găm này, rất có thể nó sẽ không được sử dụng cho mục đích làm vũ khí, mà là một vật nghi lễ. Nhiều vũ khí được đưa vào nghệ thuật Hồi giáo được coi là biểu tượng cho quyền lực và sự giàu có

## Tôn giáo khác

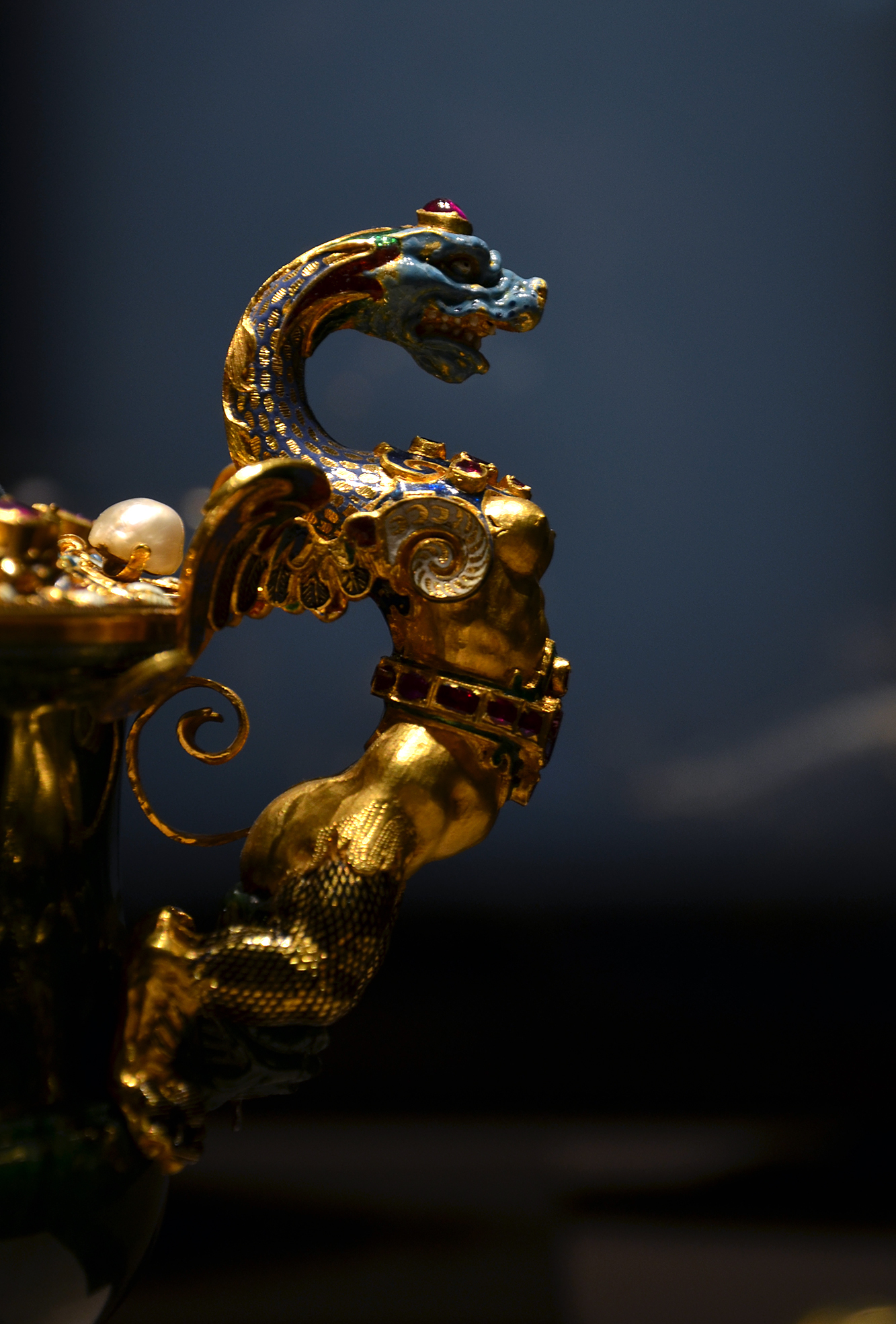
Hình hiệu thú được chạm khắc tinh xảo trên một chiếc lư đồng

Sự xuất hiện của Đức Thánh Linh dưới hình dạng chim bồ câu trong Tân Ước (Tin Mừng Theo Lu-ca 3: 22), và Đức Thánh Linh ngự xuống trên Người trong hình hài thân xác như chim bồ câu. Thánh sử Máccô với biểu tượng của ông là con sư tử có cánh trong nghệ thuật biểu tượng Kitô giáo sau này. Tội lỗi ẩn nấp như một con thú chờ ăn tươi nuốt sống Cain trong Sách Sáng Thế (Genesis) Tên của hai nữ tiên tri nổi tiếng nhất trong Kinh thánh tiếng Do Thái - Deborah và Huldah - trong Talmud của người Babylon được hiểu theo nghĩa hình dạng thú là "ong bắp cày" và "con chồn"
Trong Ấn Độ giáo, Vahana Garuda là kỵ thú của Vishnu được khắc họa như một con đại bàng hoặc con diều hoặc với nửa con diều và nửa cơ thể người. Airavata là vua voi thần trong thần thoại Ấn Độ. Các vị thần Ai Cập thường được miêu tả là dưới hình dạng thú hoặc là người lai theo kiểu bán thú (nữa người-nữa thú). Từ nhân sư Sphinx từ "Oedipus Rex" của Sophocles. Ngoài ra, còn có thể kể đến như Fenrisulfr (Fenrir), một con sói trong thần thoại Bắc Âu được mô tả trong tác phẩm nghệ thuật "Odin và Fenris" (1909) và "Sự ràng buộc của Fenris" (khoảng năm 1900) của Dorothy Hardy, "Odin und Fenriswolf" và "Fesselung des Fenriswolfe" (1901) của Emil Doepler, và là chủ đề của tác phẩm điêu khắc kim loại "Fenrir" của Arne Vinje Gunnerud nằm trên đảo Askøy, Na Uy.

## Trong đời sống
Waterwolf (sói nước) là một thuật ngữ tiếng Hà Lan để chỉ xu hướng các vùng nước ở vùng đất trũng lớn dần lên theo thời gian, gây chết, mất gia súc và mất đất. Nhân loại được miêu tả trong bối cảnh tiến hóa: Desmond Morris trong The Naked Ape và The Human Zoo, Robert Ardrey trong African Genesis và Konrad Lorenz trong On Aggression đều viết từ góc độ sinh vật học xã hội. Họ coi loài người như một loài động vật, tuân theo quy luật tiến hóa Sinh tồn của những người khỏe mạnh nhất thông qua việc thích nghi với môi trường lý sinh
Bàn chân kê của bồn tắm thường được thiết kế với kiểu dáng như hình bàn chân sư tử. Elephantine Colossus một khách sạn được thiết kế và xây dựng như hình dáng một con voi. Trong  The Flintstones  và  Night at the Museum , khủng long và Dino và "Rexy" cư xử và phát âm như loài chó. Nhân vật Aslan trong The Lion, the Witch and the Wardrobe là một con sư tử là vua của Narnia. Robot vật nuôi ví dụ như AIBO, được mô phỏng theo chó hoặc các động vật khác. Năm 2010 city planner từ Nam Sudan, quốc gia này sẽ trở thành độc lập một năm sau đó, đã công bố kế hoạch cho trung tâm thành phố của thủ đô, Juba, được xây dựng theo hình dạng Tê giác. Thành phố Wau đã được quy hoạch biến đổi thành hình hươu cao cổ.

## Rồng phương Đông
Dù không có thực, nhưng trong văn hóa cổ truyền của các nước theo văn minh Khổng giáo như Trung Quốc, Hàn Quốc, Nhật Bản và Việt Nam thì con rồng vẫn đứng đầu tứ linh nên trong mọi cung điện hoàng gia hay các đình, chùa, đền, mếu, tháp cổ của bốn quốc gia này, người ta đều ưu ái tạc, đắp hoặc vẽ hình rộng vào những vị trí kiến trúc sang trọng và cao quý nhất. Khi được thể hiện nhìn chính diện, giữa trán của rồng có một chữ được đọc là vương/ "quân vương", hay chữ nhâm/"lớn lao". Rồng còn ngậm trong miệng chữ thọ, nghĩa là trường thọ.
Có khi rồng được đúc thành tượng để bài trí trước các công trình kiến trúc. Con rồng được người Việt thể hiện trên các bờ nóc, bờ mái, cổ diêm, y môn, cột trụ, bậc cấp của cung điện, đình chùa, miếu vũ bằng các thủ pháp như điêu khắc, chạm trổ, đắp vữa, khảm sành sứ, vẽ bằng bột màu, thêu thùa. Rồng cũng xuất hiện trong các đình đền, chùa, miếu, chẳng hạn như ở Bình Phước như đình Tân Lập Phú, đình Tân Khai, đình thần Hưng Long, đình Thành Hoàng ở huyện Bù Đăng. Rồng được thể hiện nơi ngai điện, trên bức liễn hoặc bức bình phong thể hiện sức mạnh của thần linh, là chủ của nguồn nước, mang lại sức sống, làm cho mùa màng tốt tươi.
Theo truyền thuyết Long sinh cửu tử thì giao hợp với nhiều chủng loại thần thú hay yêu thú mà sinh ra các chủng tử biến dị không hoàn toàn giống như Rồng nhưng vẫn mang uy của loài rồng, chúng là hình tượng trang trí trên các công trình xây dựng gồm:
- Bồ lao thích gầm rống sợ cá kình, khi bị cá kình đuổi đánh thì kêu rất to. Người xưa khi đúc chuông thường tạo quai hình Bồ lao, còn dùi thì làm theo hình cá kình với mong muốn tiếng chuông kêu vang xa, "Bồ lao" cũng dùng để chỉ tiếng chuông chùa. Ở Việt Nam, Bồ lao thường được thể hiện dưới dạng hình Rồng hai đầu.
- Si vẫn (con Kìm) là động vật biển có đuôi cong tròn, đập sóng thì mưa xuống, người xưa thường đắp nó trên nóc mái các công trình kiến trúc với ý nghĩa phòng ngừa hoả hoạn. Ở Việt Nam, Si Vẫn còn được gọi với tục danh là con Kìm, trong nhiều hình thức khác nhau như hình đầu rồng, hình rồng, hình cá, hình đầu rồng đuôi cá, hình đuôi Si, hình đầu rồng đuôi Si.
- Thao thiết là một con vật ham ăn vô độ, ăn cả cơ thể mình nên hình ảnh Thao Thiết chỉ là phần đầu với hai chân trước nhìn chính diện trông vừa dữ tợn. Ban đầu, hình Thao thiết được trang trí trên bộ đồ ăn nhằm nhắc nhở việc ứng xử lịch sự trong ăn uống. Về sau, hình Thao Thiết xuất hiện trên nhiều loại vật dụng khác, tượng trưng cho sự no đủ.
- Bí Hí mang hình dáng của con rùa, dùng để đỡ các vật nặng, chúng thường được chạm khắc trang trí làm bệ đỡ cho các bệ đá, cột đá, bia đá.
- Nhai Xế hay Nhai Tí là con vật có thân rồng, đầu sói, tính cách cương liệt hung dữ nhưng ngay thẳng, hiếu sát, thích chiến đấu. Vì thế Nhai tí thường được trang trí ở đốc kiếm, chuôi kiếm, khâu đao để ngụ ý thị uy.
- Tiêu đồ là linh vật có tính khí lười biếng, thường cuộn tròn nằm ngủ, không thích có kẻ lạ xâm nhập lãnh địa của mình. Tiêu Đồ thường được chạm trên tay nắm cửa ra vào, ngụ ý răn đe kẻ lạ muốn xâm nhập, bảo vệ sự an toàn cho chủ nhà. Ở Việt Nam, hình tượng Tiêu Đồ mới chỉ gặp trên những chiếc tay nắm cửa bằng đồng từ thế kỷ I-III.
- Toan nghê là con vật thích nghỉ ngơi, thường bị đồng hóa với sư tử, nên được khắc chạm vào ngai, trường kỷ[20], nó còn thích tĩnh lặng, ưa trầm tư mặc tưởng trong hương khói nên hay được tạc tượng đá, ngồi hai bên cửa đền hoặc đắp vữa trên đỉnh cột trụ biểu trước sân đình, đền.
- Tích tà là linh vật huyền thoại hình thức giống như Sư tử có cánh, là linh vật trấn giữ mang ý nghĩa biểu tượng trừ tà, xua đuổi điều xấu, mang lại tốt lành. Hình tượng Tích Tà xuất hiện trong nghệ thuật tạo hình Việt Nam giai đoạn những thế kỷ đầu Công nguyên, trên các hiện vật chất liệu đồng và gốm.
- Tù ngưu là linh vật rất ham mê âm nhạc, thích gảy đàn, đạt được nhiều thành tựu về âm nhạc, người xưa thường tạo hình Tù Ngưu ở đầu cần các loại đàn cầm.
- Trào Phong vì có mẹ là Phượng Hoàng nên giống phượng hoàng, thích phiêu lưu, đồ án hình linh vật này thường được trang trí trên góc mái nhà.
- Bệ Ngạn đầu rồng thân hổ,  mẹ của Bê ngạn là Bạch Hổ Thần, Bê ngạn dữ tợn thích kiện tụng, thường được trang trí trên cổng nhà tù và công đường, pháp trường.
- Bá Hạ là con của rồng, mẹ là Cá Chép Tinh, thích uống nước, thường được trang trí trên những cây cầu.

## Hình ảnh

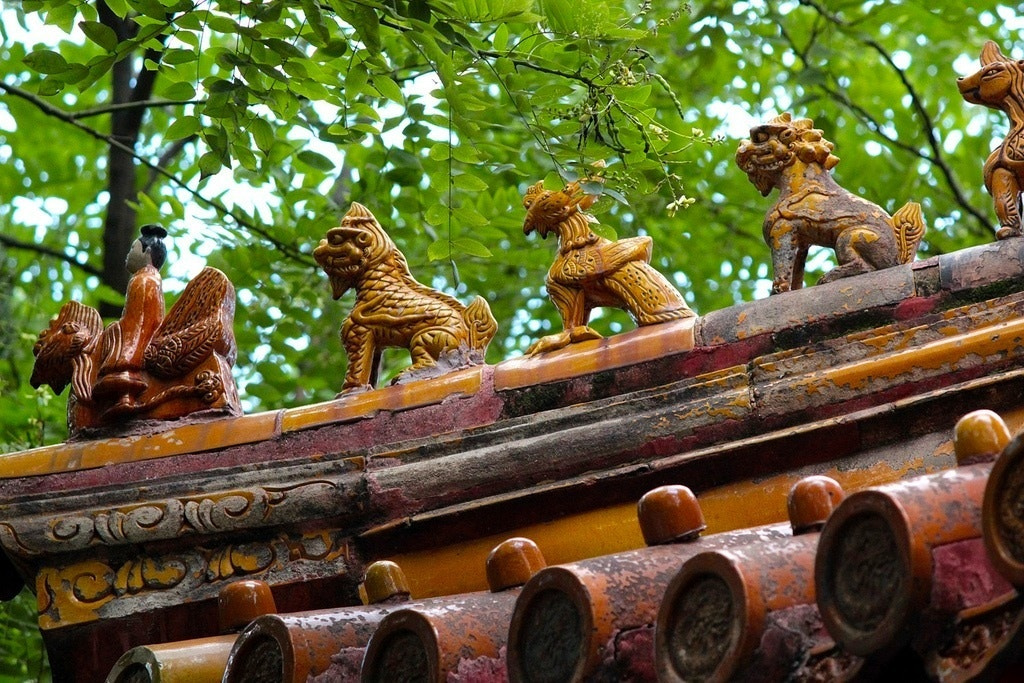
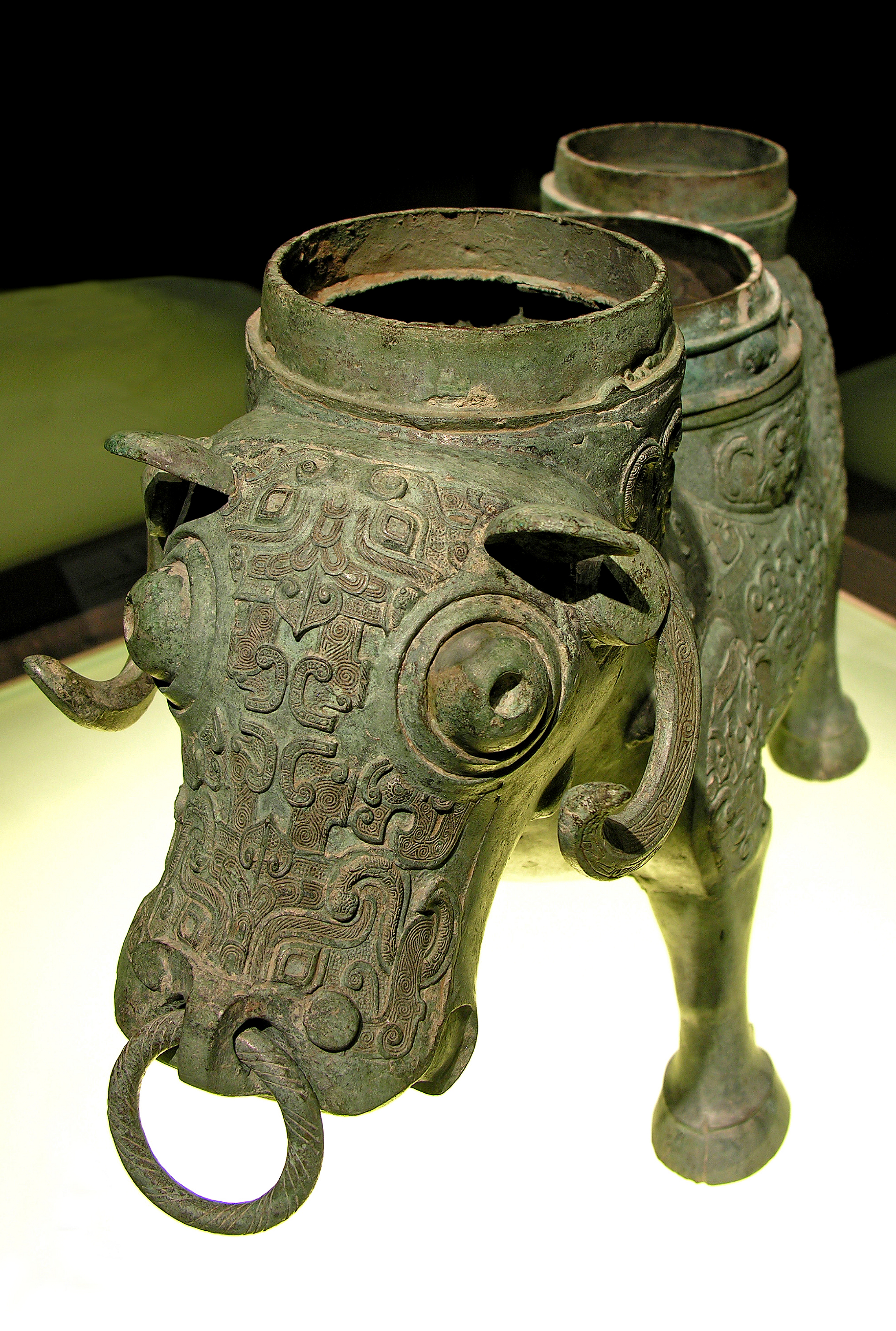
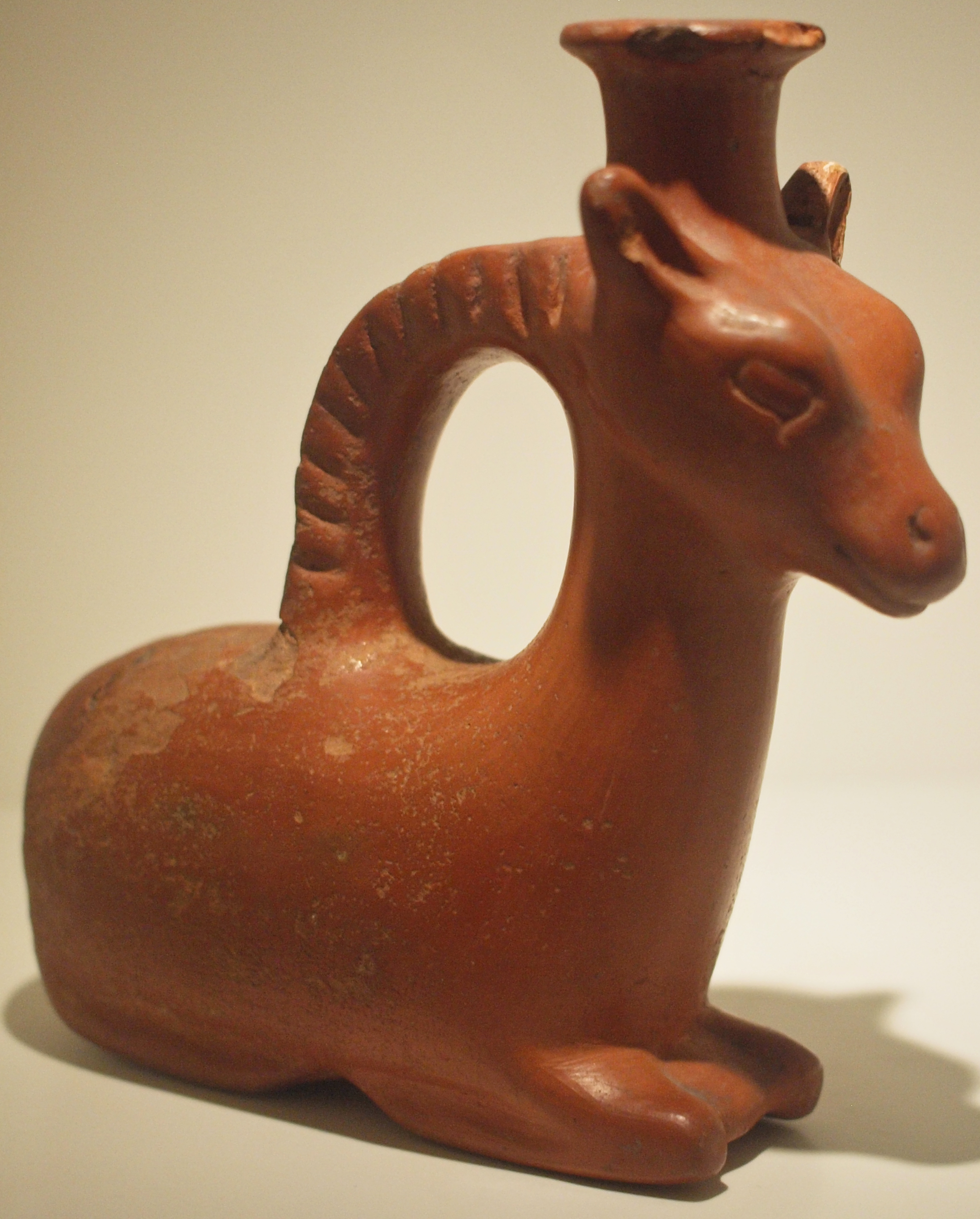
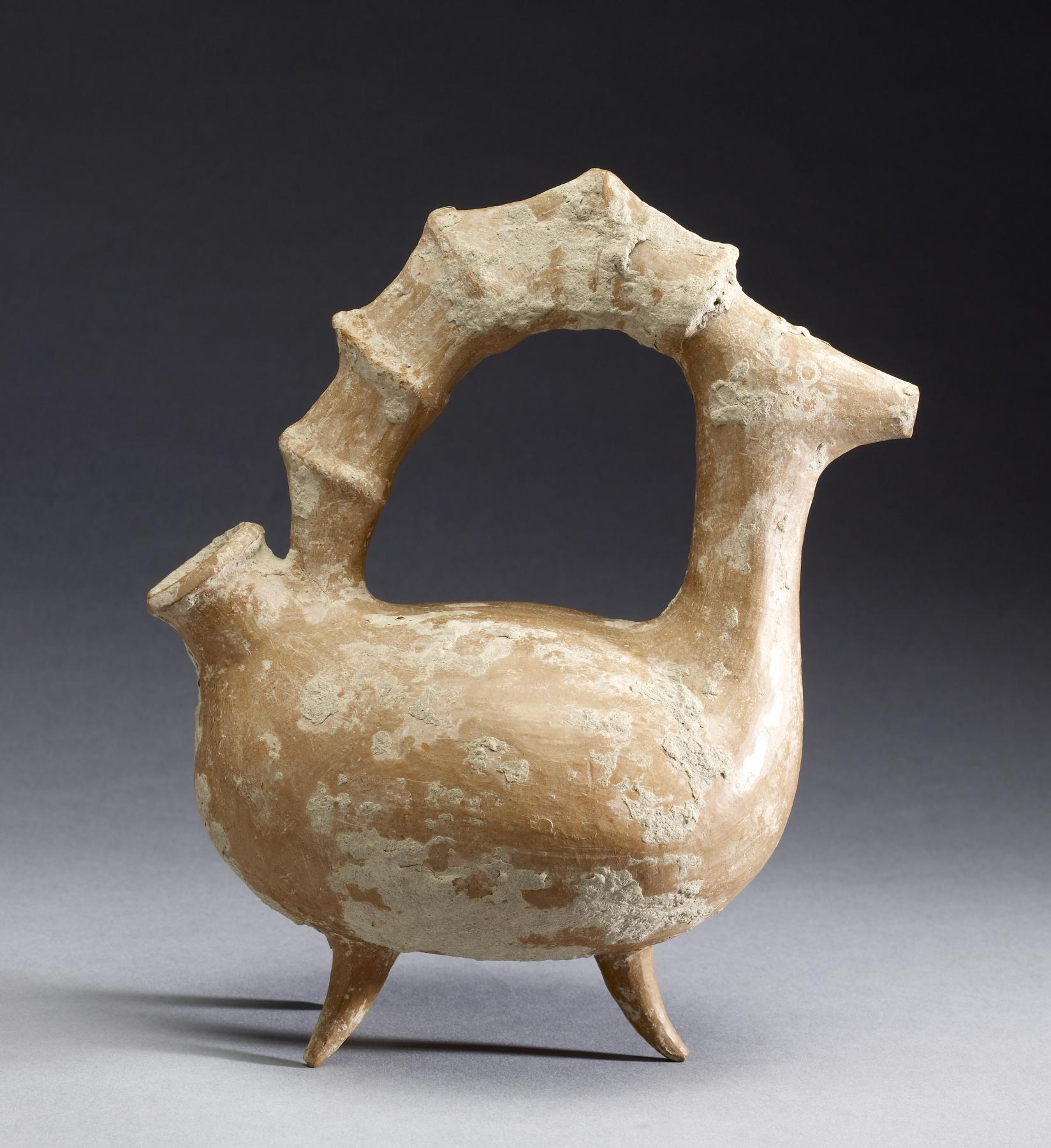
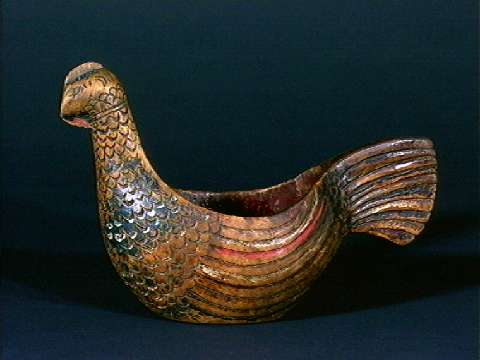
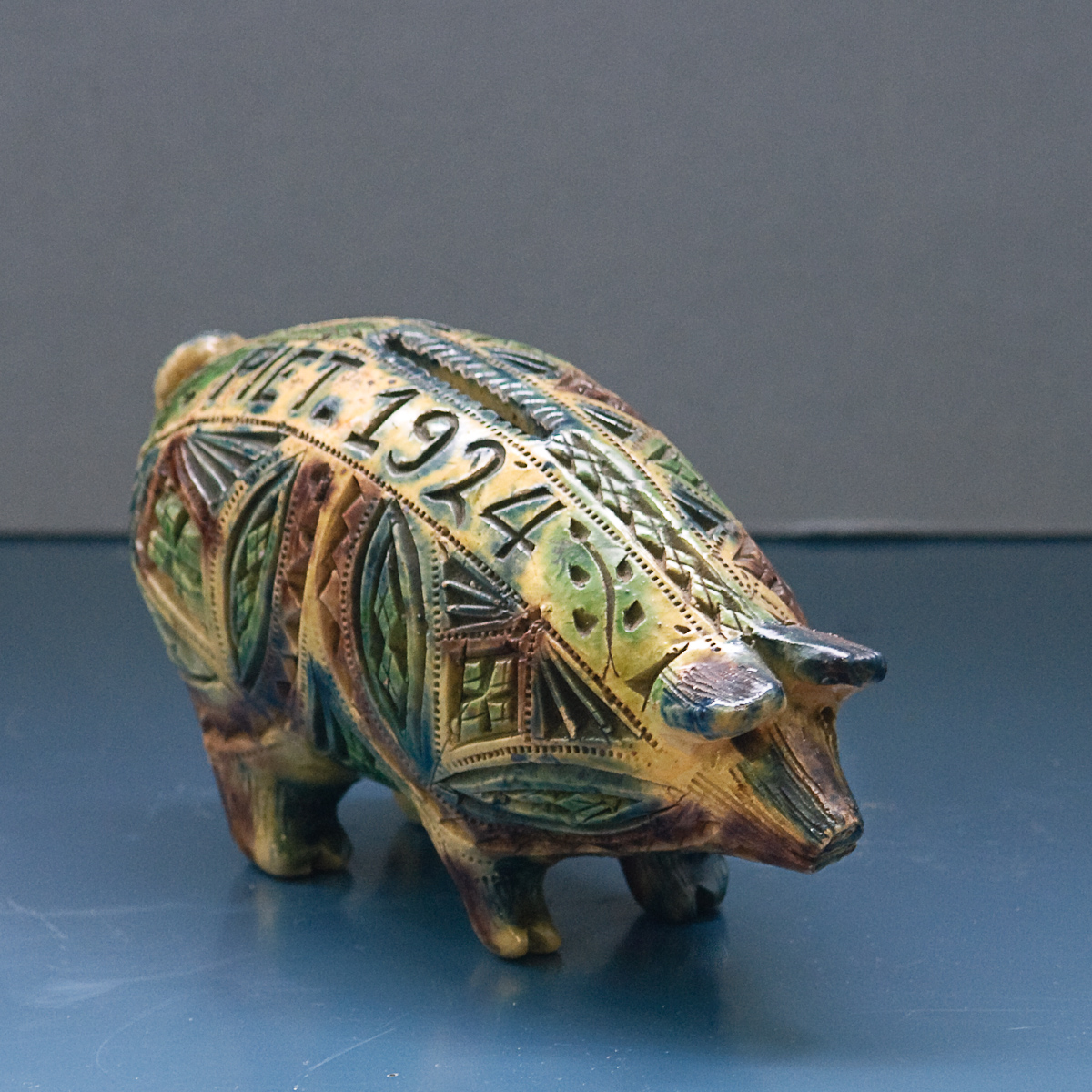
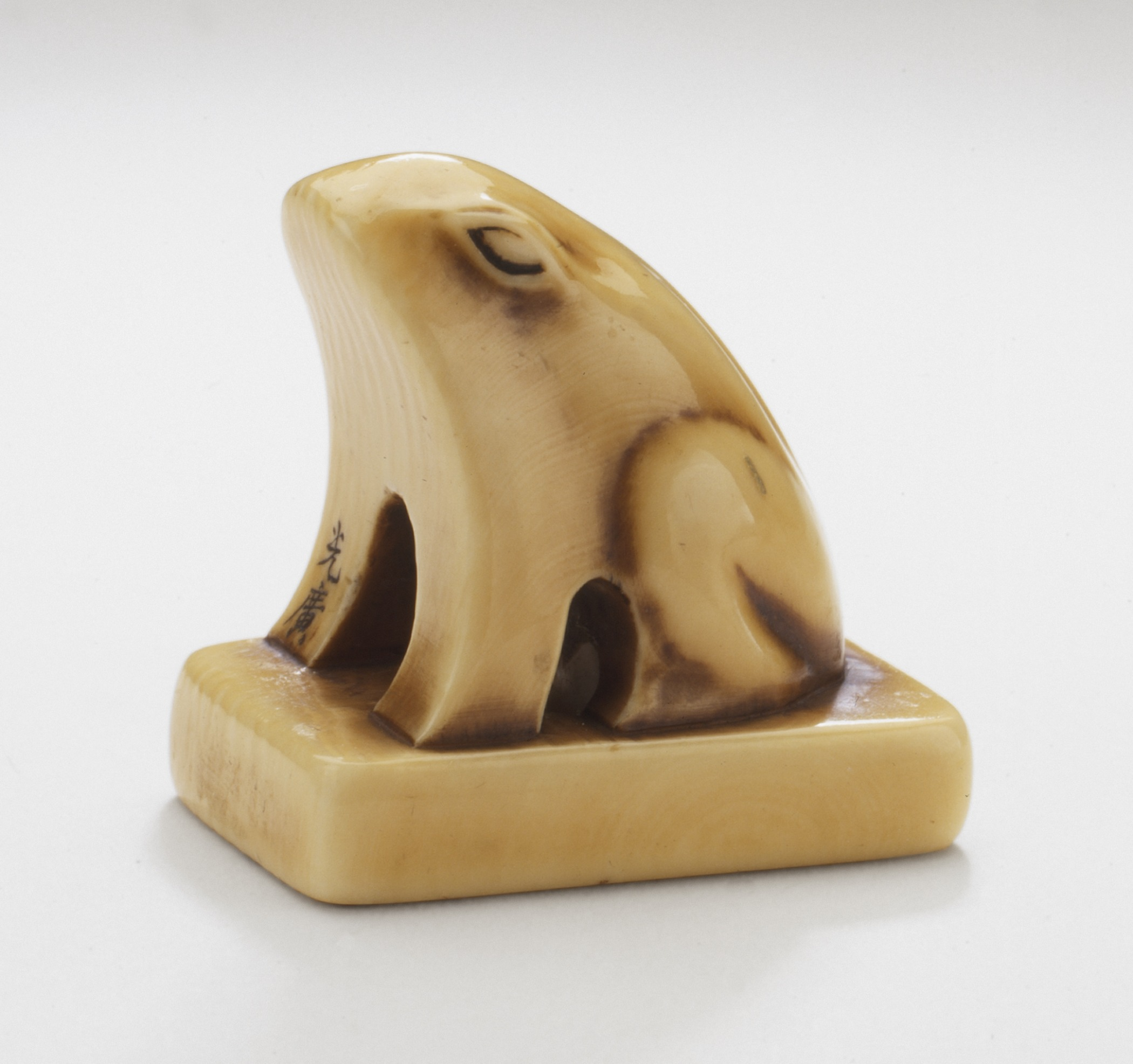
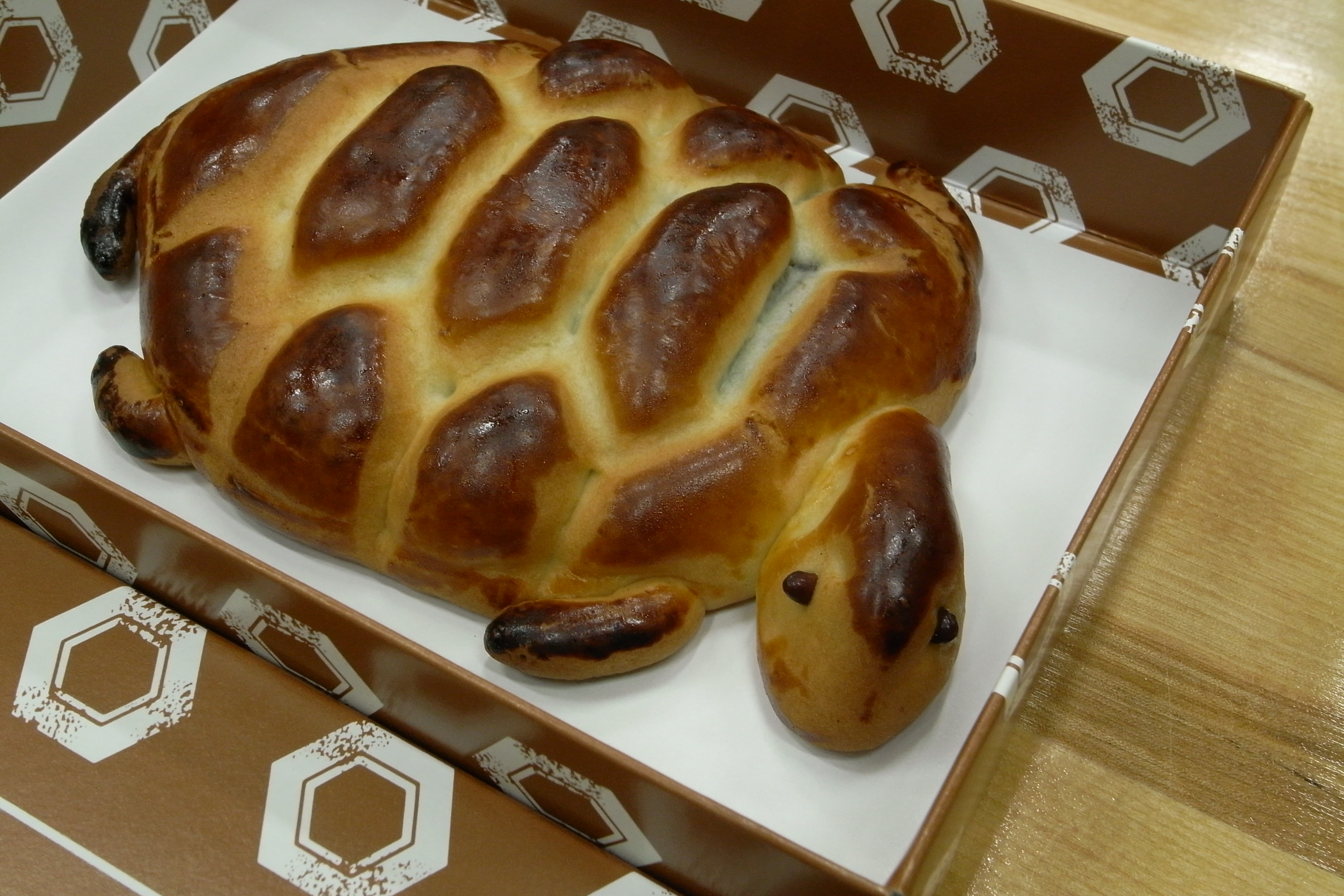
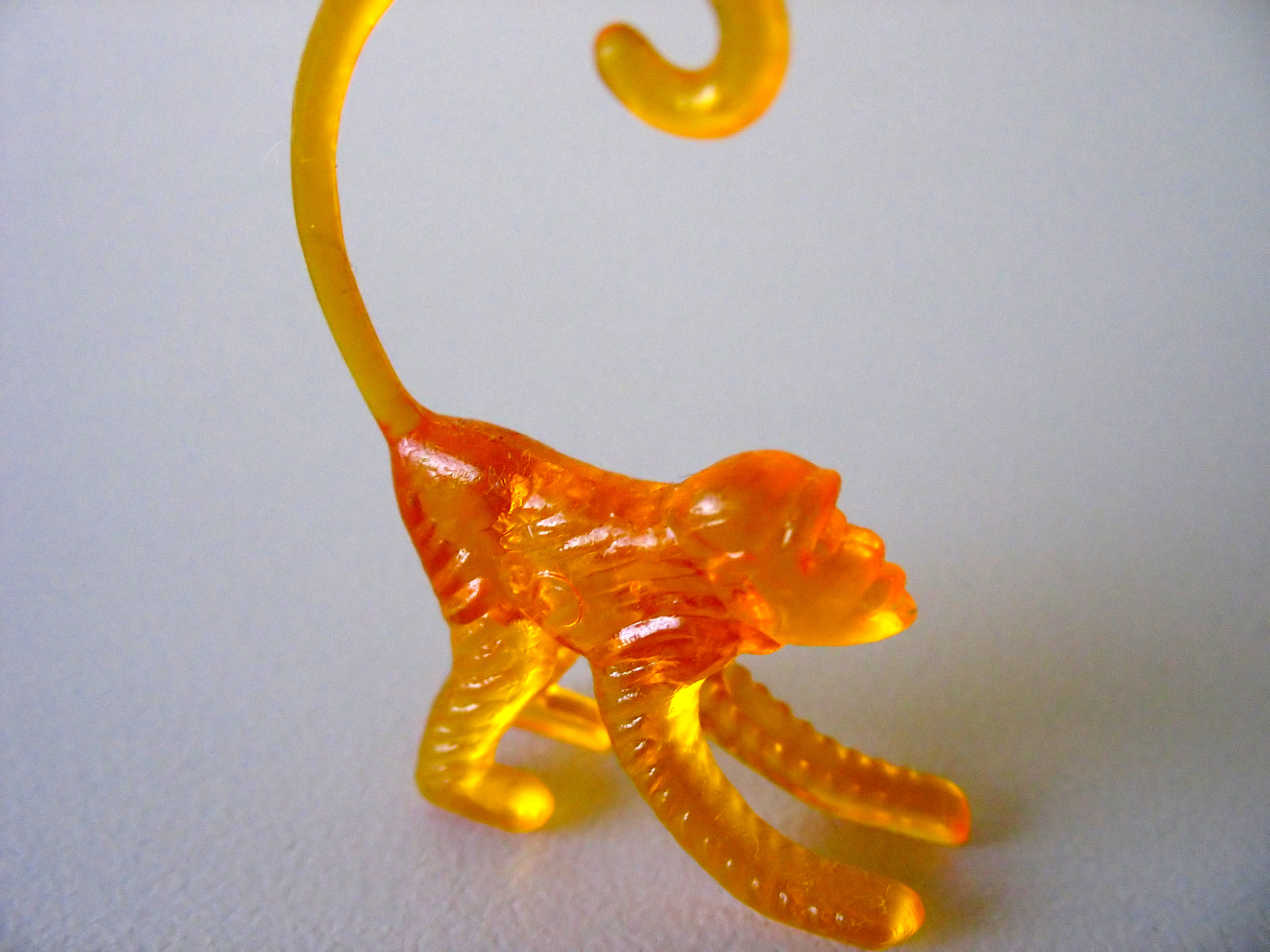
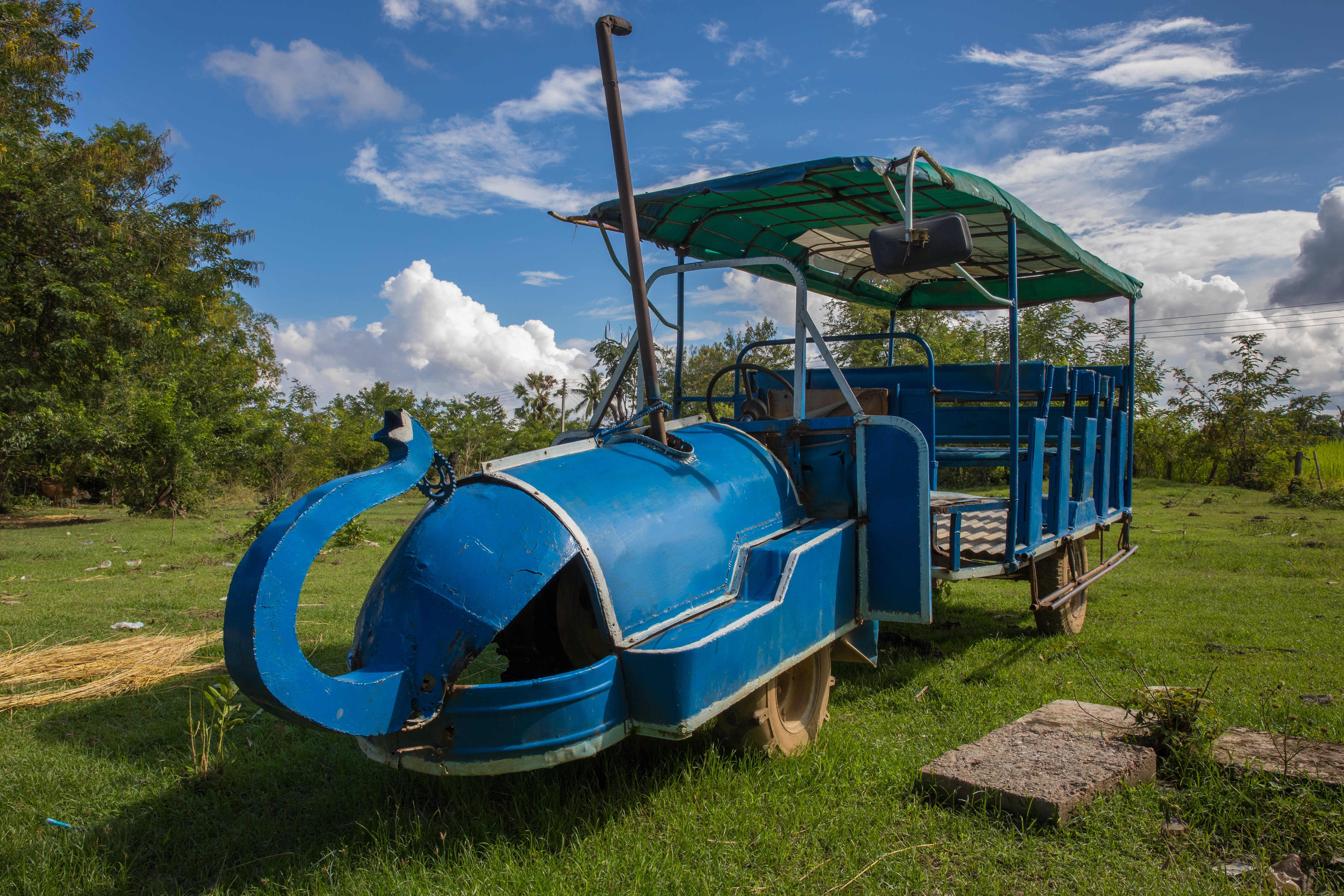
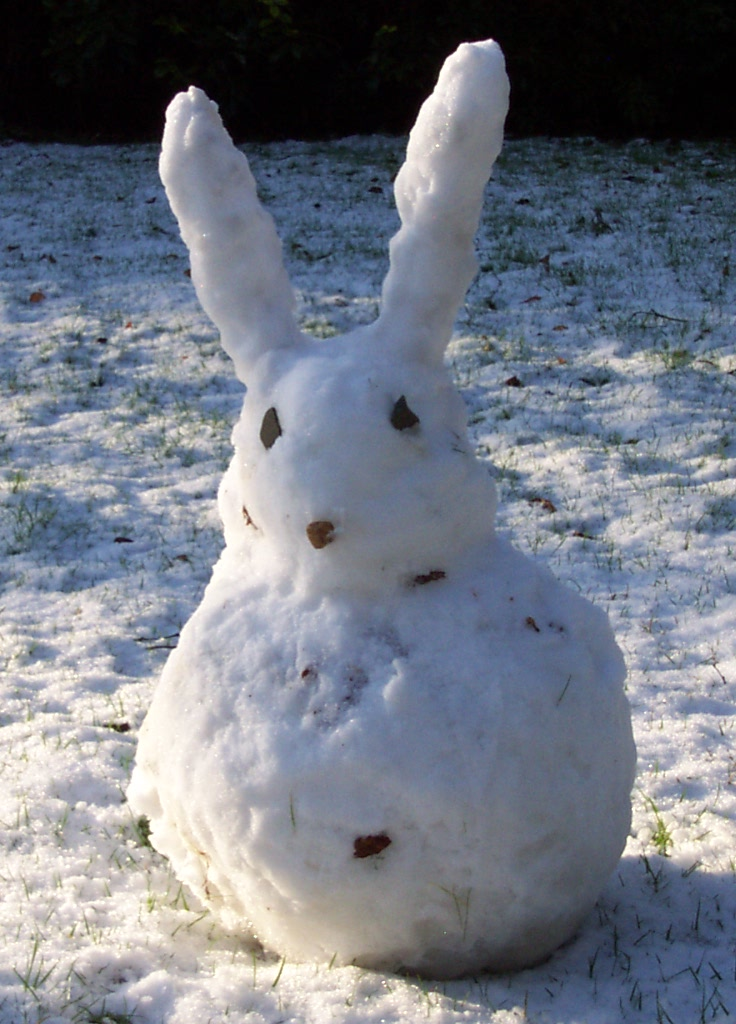